# جاكمان (مين)
جاكمان (بالإنجليزية: Jackman, Maine)‏ هي بلدة أمريكية تقع في الولايات المتحدة في Somerset County. يقدر عدد سكانها بـ 862 نسمة ومساحتها 109.87 كم2 وترتفع عن سطح البحر 419 متر.

## التركيبة السكانية
قام مكتب تعداد الولايات المتحدة بتحديد بيانات التركيبة السكانية لجاكمان في تعداد الولايات المتحدة. في ما يلي، التركيبة السكانية حسب تعدادي 2000 و2010.

### تعداد عام 2000
بلغ عدد سكان جاكمان 718 نسمة بحسب تعداد عام 2000، وبلغ عدد الأسر 310 أسرة وعدد العائلات 190 عائلة مقيمة في البلدة. في حين سجلت الكثافة السكانية 17.5 نسمة لكل ميل مربع (6.8/كم2). وبلغ عدد الوحدات السكنية 585 وحدة بمتوسط كثافة قدره 14.3 نسمة لكل ميل مربع (5.5/كم2).
وتوزع التركيب العرقي للبلدة بنسبة 98.75% من البيض و 0.56% من الأمريكيين الأصليين و 0.14% من الأمريكيين الأفارقة.
بلغ عدد الأسر 310 أسرة كانت نسبة 33.5% منها لديها أطفال تحت سن الثامنة عشر تعيش معهم، وبلغت نسبة الأزواج القاطنين مع بعضهم البعض 46.8% من أصل المجموع الكلي للأسر، ونسبة 9.4% من الأسر كان لديها معيلات من الإناث دون وجود شريك، وكانت نسبة 38.4% من غير العائلات. تألفت نسبة 31.9% من أصل جميع الأسر من أفراد ونسبة 15.5% كانوا يعيش معهم شخص وحيد يبلغ من العمر 65 عاماً فما فوق. وبلغ متوسط حجم الأسرة المعيشية 2.84، أما متوسط حجم العائلات فبلغ 2.25.
بلغ العمر الوسطي للسكان 40 عاماً. وكانت نسبة 25.8% من القاطنين تحت سن الثامنة عشر، وكانت نسبة 5.3% بين الثامنة عشر والأربعة وعشرون عاماً، ونسبة 29.2% كانت واقعةً في الفئة العمرية ما بين الخامسة والعشرون حتى والأربعة وأربعون عاماً، ونسبة 25.1% كانت ما بين الخامسة والأربعون حتى الرابعة والستون، ونسبة 14.6% كانت ضمن فئة الخامسة والستون عاماً فما فوق. يوجد لكل 100 أنثى 96.2 ذكر، ويوجد لكل 100 أنثى في الثامنة عشر من عمرها فما فوق 92.4 ذكر.
بلغ متوسط دخل الأسرة في البلدة 29,615 دولار، أما متوسط دخل العائلة فبلغ 33,182 دولار. وكان متوسط دخل الذكور 29,135 دولار مقابل 21,310 دولار للإناث. وسجل دخل الفرد الخاص بالبلدة 15,763 دولار. وكانت نسبة 3.7% من العائلات ونسبة 9.5% من السكان تحت خط الفقر، وكان من هؤلاء نسبة 16.0% تحت سن الثامنة عشر ونسبة 13.2% في الخامسة والستين من العمر وما فوق.

### تعداد عام 2010
بلغ عدد سكان جاكمان 862 نسمة بحسب تعداد عام 2010، وبلغ عدد الأسر 383 أسرة وعدد العائلات 228 عائلة مقيمة في البلدة. في حين سجلت الكثافة السكانية 20.9 نسمة لكل ميل مربع (8.1/كم2). وبلغ عدد الوحدات السكنية 726 وحدة بمتوسط كثافة قدره 17.6 لكل ميل مربع (6.8/كم2).
وتوزع التركيب العرقي للبلدة بنسبة 96.4% من البيض و 1.0% من الأمريكيين الأصليين و 0.6% من الأمريكيين ذوي الأصول الآسيوية و 0.1% من الأمريكيين الأفارقة و 1.7% من عرقين مختلطين أو أكثر.
بلغ عدد الأسر 383 أسرة كانت نسبة 23.0% منها لديها أطفال تحت سن الثامنة عشر تعيش معهم، وبلغت نسبة الأزواج القاطنين مع بعضهم البعض 51.2% من أصل المجموع الكلي للأسر، ونسبة 6.3% من الأسر كان لديها معيلات من الإناث دون وجود شريك، بينما كانت نسبة 2.1% من الأسر لديها معيلون من الذكور دون وجود شريكة وكانت نسبة 40.5% من غير العائلات. وبلغ متوسط حجم الأسرة المعيشية 2.78، أما متوسط حجم العائلات فبلغ 2.19.
بلغ العمر الوسطي للسكان 44.8 عاماً. وكانت نسبة 19.5% من القاطنين تحت سن الثامنة عشر، وكانت نسبة 5.8% بين الثامنة عشر والأربعة وعشرون عاماً، ونسبة 25.1% كانت واقعةً في الفئة العمرية ما بين الخامسة والعشرون حتى والأربعة وأربعون عاماً، ونسبة 32.1% كانت ما بين الخامسة والأربعون حتى الرابعة والستون، ونسبة 17.5% كانت ضمن فئة الخامسة والستون عاماً فما فوق. وتوزع التركيب الجنسي للسكان بنسبة 49.3% ذكور و50.7% إناث.